# منكسفة صغيرة الأزهار
منكسفة صغيرة الأزهار (الاسم العلمي:Eclipta parviflora) هي نوع غير مؤكد من النباتات تتبع جنس المنكسفة من الفصيلة النجمية.